# Hoyvík

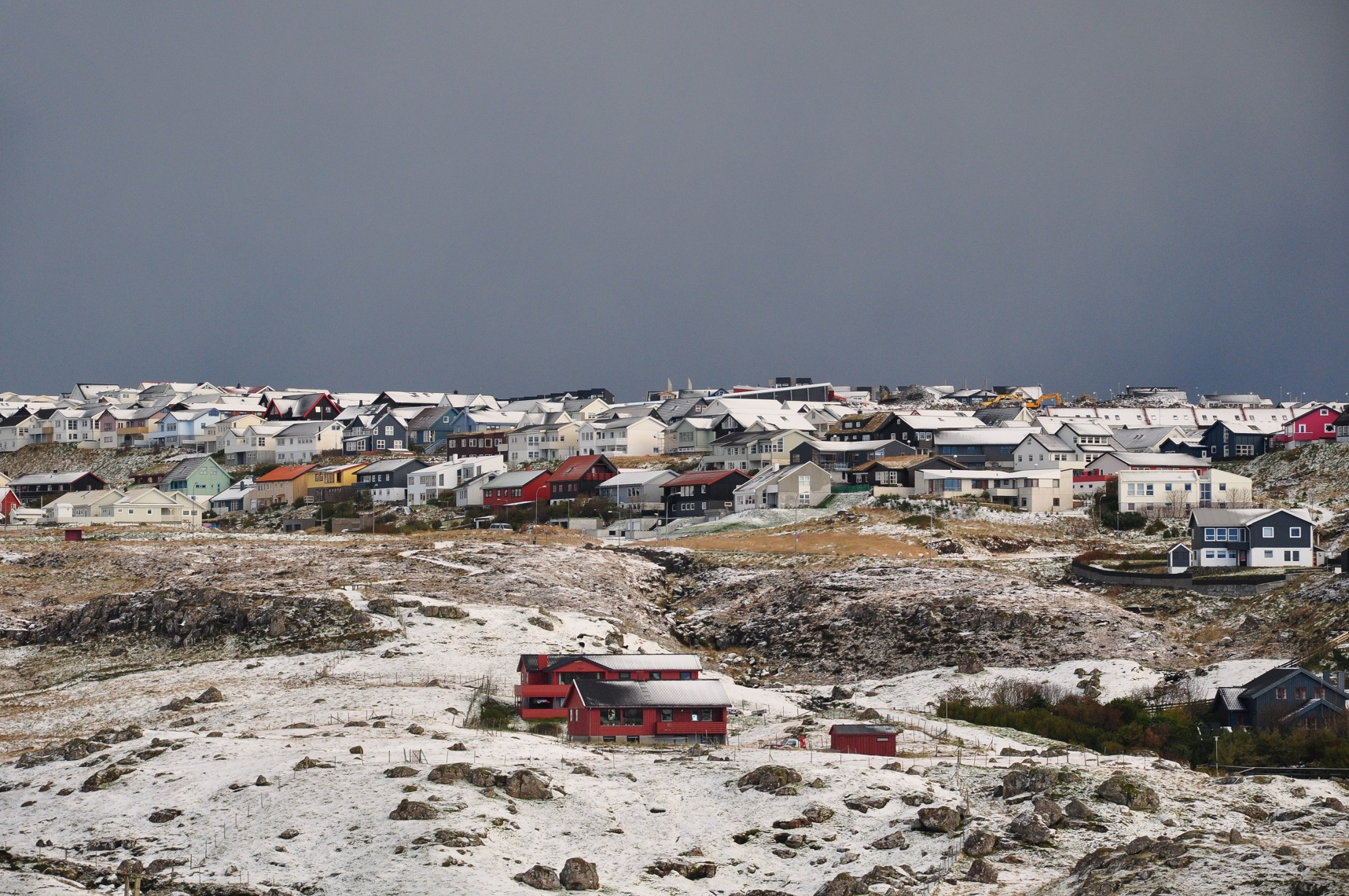
Hoyvík gezien vanaf de Eystari Ringvegur in Tórshavn. Op de voorgrond het dal Hoydalar dat de grens vormt tussen beide stadjes.

Hoyvík is een stadje dat behoort tot de gemeente Tórshavnar kommuna in het zuidoosten van het eiland Streymoy op de Faeröer. Hoyvík heeft 2655 inwoners. De postcode is FO 188. Door de gestage uitbreiding van de hoofdstad is Hoyvík nu volledig vergroeid met Tórshavn.